# 2022년 UEFA 슈퍼컵
2022년 UEFA 슈퍼컵(2022 UEFA Super Cup)은 2022년 8월 10일에 열린 47번째 UEFA 슈퍼컵 대회이다. 핀란드 헬싱키에 위치한 올림픽 스타디움에서 단판 승부 형식으로 진행될 예정이며 2021-22년 UEFA 챔피언스리그 우승 팀인 레알 마드리드와 2021-22년 UEFA 유로파리그 우승 팀인 아인트라흐트 프랑크푸르트가 맞붙었다.

## 개최지 선정
UEFA는 2020년 3월 2일에 네덜란드 암스테르담에서 열린 집행위원회 회의에서 2021년 UEFA 슈퍼컵 개최지를 핀란드 헬싱키에 위치한 올림픽 스타디움으로 선정했다. 알바니아 축구 협회도 티라나에서 이 경기를 유치하려 했지만, 투표 전 철회하였고 대신에 2022 UEFA 유로파컨퍼런스리그 결승전 유치에 집중하였다.
이 경기는 핀란드에서 열린 최초의 UEFA 클럽 대회 결승전이다. 헬싱키 올림픽 스타디움은 이전 UEFA 여자 유로 2009의 조별 리그 경기와 결승전이 개최되었던 곳이다.

## 팀
볼드체로 처리된 연도는 우승한 연도.
| 팀                        | 자격                             | 이전 참가                                |
| ------------------------- | -------------------------------- | ---------------------------------------- |
| 레알 마드리드             | 2021-22년 UEFA 챔피언스리그 우승 | 1998, 2000, 2002, 2014, 2016, 2017, 2018 |
| 아인트라흐트 프랑크푸르트 | 2021-22년 UEFA 유로파리그 우승   | 첫 출전                                  |

## 경기
| 레알 마드리드           | 2 - 0     | 아인트라흐트 프랑크푸르트 |
| ----------------------- | --------- | ------------------------- |
| 알라바 37′ · 벤제마 65′ | 경기 결과 |                           |

| 레알 마드리드 | 아인트라흐트 프랑크푸르트 |

| GK              | 1  | 티보 쿠르투아       |  |     |
| RB              | 2  | 다니 카르바할       |  | 85′ |
| CB              | 3  | 에데르 밀리탕       |  |     |
| CB              | 4  | 데이비드 알라바     |  |     |
| LB              | 23 | 페를랑 멘디         |  |     |
| CM              | 10 | 루카 모드리치       |  | 67′ |
| CM              | 14 | 카제미루            |  |     |
| CM              | 8  | 토니 크로스         |  |     |
| RF              | 15 | 페데리코 발베르데   |  | 76′ |
| CF              | 9  | 카림 벤제마 (주장)  |  |     |
| LF              | 20 | 비니시우스 주니오르 |  | 85′ |
| 교체:           |    |                     |  |     |
| GK              | 13 | 안드리 루닌         |  |     |
| DF              | 5  | 헤수스 바예호       |  |     |
| DF              | 6  | 나초                |  |     |
| DF              | 22 | 안토니오 뤼디거     |  | 85′ |
| MF              | 17 | 루카스 바스케스     |  |     |
| MF              | 18 | 오렐리앵 추아메니   |  | 85′ |
| MF              | 19 | 다니 세바요스       |  | 85′ |
| MF              | 25 | 에두아르도 카마빙가 |  | 76′ |
| FW              | 7  | 에덴 아자르         |  |     |
| FW              | 11 | 마르코 아센시오     |  |     |
| FW              | 21 | 호드리구            |  | 67′ |
| FW              | 24 | 마리아노            |  |     |
| 감독:           |    |                     |  |     |
| 카를로 안첼로티 |    |                     |  |     |

| GK              | 1  | 케빈 트라프            |       |     |
| CB              | 18 | 알마미 투레            |       | 70′ |
| CB              | 35 | 투타                   |       |     |
| CB              | 2  | 에방 은디카            |       |     |
| CM              | 8  | 지브릴 소우            |       |     |
| CM              | 17 | 제바스티안 로데 (주장) |       | 58′ |
| RM              | 36 | 안스가르 크나우프      |       |     |
| LM              | 25 | 크리스토퍼 렌츠        |       |     |
| RW              | 15 | 가마다 다이치          |       |     |
| CF              | 19 | 라파엘 산토스 보레     |       |     |
| LW              | 29 | 예스페르 린스트룀      |       | 58′ |
| 교체:           |    |                        |       |     |
| GK              | 31 | 옌스 그랄              |       |     |
| GK              | 40 | 디안트 라마이          |       |     |
| DF              | 5  | 흐르보예 스몰치치      |       |     |
| DF              | 22 | 티모시 챈들러          |       |     |
| MF              | 6  | 크리스티얀 야키치      |       |     |
| MF              | 20 | 하세베 마코토          |       |     |
| MF              | 27 | 마리오 괴체            |       | 58′ |
| FW              | 9  | 랑달 콜로 무아니       |       | 58′ |
| FW              | 11 | 파리데 알리두          |       |     |
| FW              | 21 | 루카스 알라리오        | 90+2′ | 70′ |
| FW              | 23 | 옌스 페테르 하우게     |       |     |
| 감독:           |    |                        |       |     |
| 올리버 글라스너 |    |                        |       |     |

- 최우수 선수: 카제미루 (레알 마드리드)[1]

| 부심: 스튜어트 버트 (잉글랜드) 사이먼 베넷 (잉글랜드) 대기심: 도나타스 룸샤스 (리투아니아) 비디오 보조심판(VAR): 토마시 크비아트코프스키 (폴란드) 보조 비디오 보조심판(VAR): 바르토시 프란코프스키 (폴란드) 티아구 마르틴스 (포르투갈) | 경기 규칙 - 전후반 90분 동안 경기를 진행한다. - 전후반 90분 상황에서 동점이면 연장전 30분을 진행한다. - 연장전에서도 동점이면 승부차기를 진행한다. - 교체 선수 명단은 12명까지 올릴 수 있으며 한 팀당 최대 5명까지 교체할 수 있다. 연장전에 들어간 경우에는 최대 6명까지 교체할 수 있다. 각 팀에게는 3번의 선수 교체 기회가 주어지며 연장전에 한해 4번째 선수 교체 기회가 주어진다. 단 하프타임, 연장전 시작 이전, 연장전 하프타임에 일어난 선수 교체는 제외된다. |

## 같이 보기
- 2022년 UEFA 챔피언스리그 결승전
- 2022 UEFA 유로파리그 결승전
- 2022 UEFA 유로파컨퍼런스리그 결승전